# Sinus pleural
Un sinus pleural est une ligne le long de laquelle la plèvre pariétale change d'orientation en formant un angle de repli. Les termes de récessus pleural et cul-de-sac pleural sont synonymes.
On distingue les sinus : 
- costomédiastinal antérieur, à l'avant du thorax, c'est la ligne de pli entre la plèvre costale et la plèvre médiastinale derrière le sternum ;
- costomédiastinal postérieur, à l'arrière du thorax, c'est encore la ligne de pli entre la plèvre costale et la plèvre médiastinale, mais cette fois le long des vertèbres (latéro-vertébrale) ;
- médiastinodiaphragmatique, c'est la ligne de pli entre la plèvre médiastinale et la plèvre diaphragmatique ;
- costodiaphragmatique (ou sinus inférieur), c'est la ligne de pli entre la plèvre costale et la plèvre diaphragmatique. C’est le plus bas des sinus, c’est aussi le plus profond et étroit bordé par la seule plèvre pariétale sans aucune partie de poumon et donc sans plèvre viscérale[1].